# Curônios
Os Kursenieki também são conhecidos como Curônios.
Os curônios (curônio: Kursi; em alemão:  Kuren; em letão:  kurši; em lituano:  kuršiai; em estoniano:  kuralased) foram um povo que viveu no litoral oriental do Báltico e que acabaram sendo absorvidos pela expansão dos letões e dos lituanos. Eles deram seu nome à região da Curlândia (Kurzeme). Eles falavam a língua curônia. Viviam no que hoje é a Letônia e partes da Lituânia do século V ao XVI.
Os curônios eram famosos como guerreiros, excelentes navgadores e piratas. Eles envolveram-se em diversas guerras e alianças com os viquingues da Suécia, Dinamarca e Islândia. Grobin foi o seu centro principal durante a Idade Vendel.

Curônios no contexto de outras tribos bálticas, ca. 1200 EC. As fronteiras são aproximadas